# Последње девојке
Последње девојке (енгл. The Final Girls), познат и као Финалне девојке, амерички је комични слешер хорор филм из 2015. године, редитеља Тода Штраус-Скалсона, са Таисом Фармигом, Малин Окерман, Александром Лудвигом, Нином Добрев и Алијом Шокат у главним улогама. Радња прати групу средњошколаца који се случајно транспортују у популарни слешер филм из 1986. године, Камп крвопролиће.
Филм представља омаж култним слешерима из периода 1980-их, као што су: Петак тринаести (1980), Спаљивање (1981), Камп за преспавати (1983). Осим тога, редитељ наводи да Последње девојке садрже елементе Повратка у будућност (1985), Вриска (1996), Плезентвила (1998), Времена нежности (1983) и Пурпурне руже Каира (1985). Филм је снимљен са буџетом од 4,5 милиона долара током априла и маја 2014. године у Луизијани. Премијерно је приказан 13. марта 2015, на фестивалу Југ-југозапад. Добио је позитивне рецензије критичара и оцењен је са 74% на сајту Ротен томејтоуз. Био је номинован за 20 награда на различитим хорор фестивалима, од чега је освојио 7.
Иако је Штраус-Скалсон у више наврата изразио жељу да сними наставак, он до сада није реализован.

## Радња
Три године након што је у саобраћајној несрећи изгубила мајку, иначе познату краљицу вриска култних слешера из 1980-их, Макс Картрајт одлази са групом пријатеља у биоскоп да погледа један од њених најпознатијих филмова, Камп крвопролиће. Међутим, у биоскопу избија пожар, а на платну се изненада појављује рупа која усисава Макс и њене мријатеље. Они убрзо схватају да су завршили у филму који су гледали...

## Улоге
| Глумац            | Улога                   |
| ----------------- | ----------------------- |
| Таиса Фармига     | Макс Картрајт           |
| Малин Окерман     | Ненси / Аманда Картрајт |
| Александер Лудвиг | Крис Бригс              |
| Нина Добрев       | Вики Самерс             |
| Алија Шокат       | Герти                   |
| Томас Мидлдич     | Данкан                  |
| Адам Девајн       | Курт                    |
| Анџела Тримбур    | Тина                    |
| Клои Бриџиз       | Паула                   |
| Тори Н. Томпсон   | Блејк                   |
| Данијел Норис     | Били Марфи              |